# Јура Стублић
Јурислав Стублић (Сарајево, 19. децембар 1953) је југословенски и хрватски музичар, најпознатији по деловању у загребачкој новоталасној групи Филм, али и по успешној соло каријери.
Као дете преселио се у Загреб, где се школовао и почео да се бави музиком. Године 1979. основао је групу Филм са којом је брзо стекао популарност. Група је деловала до 1986. године у оригиналној постави, након чега Стублић оснива нову, под називом Јура Стублић и Филм.
Стублић и група Филм су у време Рата у Хрватској испевали песму „Е, мој друже београдски” која је постала антиратни хит у Хрватској и Србији.

## Биографија
Рођен је 1953. године од оца Томислава који је био оперски певач у Народном позоришту Сарајево и мајке Весне која се бавила шивењем, а њене креације носиле су познате жене, укључујући и оперску певачицу Љиљану Молнар Талајић. У то време Јура је често био са оцем на сцени током проба, па му је то искуство касније значило, када се почео бавити музиком.
У јесен 1961. године са родитељима се преселио у загребачко насеље Сесветски Краљевец из Сарајева, где је провео детињство и младост. у Загребу је завршио гимназију „Владимир Витасовић” у Кушлановој улици, студирао Хемијски факултет од кога брзо одустаје, а потом и социологију и филозофију на Филозофском факултету у Загребу.

## Каријера
Почетком седамдесетих година Стублић је свирао у студенском клубу заједно са Бранимиром Штулићем и Дарком Рундеком. У то време донео је одлуку да се професионално бави музиком, због чега је напустио факултет као апсолвент. Након тога постаје певач групе Азра, али је врло брзо напушта заједно са Младеном Јуричићем и Марином Пелајићем, због неслагања са Штулићем. Прва композиција коју је написао зове се Дијете улице, а она је касније укључена на компилацијски албум из 2001. године под називом Све најбоље.
Године 1979. Стублић (вокал), Марино Пелајић (бас гитара), Младен Јуричић (гитара) и Бранко Хроматко (бубњеви) оснивају састав под називом Шпорко шалапорко, којем врло брзо мењају име у Филм. Тада им се придружује Јуриј Новоселић на саксофону. Група је у почетку често наступала по концертима и фестивалима и пре објављеног материјала постала клупска атракција.
Филм је први сингл под називом Кад си млад/Заједно објавила 1980. године, док први студијски албум под називом 
Ново! Ново! Ново! Још јучер само на филму и сада у вашој глави излази 1981. године, а продат је у више од 20.000 примерака. Продуцент албума био је Борис Беле из словеначког састава Булдожер, док је аутор комплетног материјала био Стублић. Након тога долази до промена у бенду, главни бубњар постаје Иван Пико Станчић. Група је након тога до 1987. године објавила још четири студијска албума, након чега се расформирала.
Средином осамдесетих година Стублић је учествовао у групи Југословенска рок мисија, а циљ је био изборити се за гладне људе у Африци. Заједно са осталим члановима супергрупе снимио је песму За милион година.
Након расформирања групе Филм, Стублић основа нову под називом Јура Стублић и Филм, а чинили су је Роберт Кркач (гитара), Дарио Кумерле (бас гитара), Жељко Турчиновић (бубњеви) и Бојан Горичанин (клавијатуре). Недуго након оснивања објављују први студијски албум под називом Сунце сија!. Крајем осамдесетих и почетком деведесетих година Стублић је често мењао музички састав бенда, па су тако 1989. године у групи уместо Кркача и Турчиновића били гитариста Дени Кожић и бубњар Давод Видиш. У тој постави бенд објављује албум Земља среће, а на њему су гостовали Лаза Ристовски, Влатко Стефановски, Масимо Савић, Бранко Богуновић и Давор Родик. Група се након расформирања више пута окупљала како би одржала концерте.
Стублић се појавио у документарним филмовима Сретно дијете, Бијело дугме и Заробљено време, као и у ТВ серијама Закон!, Ексклузив и таблоид и ТВ серији Рокописац.

## Дискографија

### Филм
- Ново!Ново!Ново! Још јучер само на филму а сада и у вашој глави, Хелидон, 1981.
- Филм у Кулушићу – Уживо, Југотон, 1981., мини ЛП, концертни снимак
- Зона сумрака, Југотон, 1982.
- Сва чуда свијета, Југотон, 1983.
- Сигнали у ноћи, Југотон, 1985.

### Јура Стублић и Филм
- Сунце сја!, Југотон, 1987.
- Земља среће, Југотон, 1989.
- Храна за голубове, Croatia Records, 1992.
- Greatest hits vol. 1, Croatia Records, 1994, компилација
- Greatest hits vol. 2, Croatia Records, 1996, компилација
- Све најбоље, Croatia Records, 2001.

### Синглови
- 1980. - Кад си млад / Заједно (Suyz records)
- 1981. - Замисли живот у ритму музике за плес / Радио љубав (Хелидон)
- 1982. - Зона сумрака / Еспана (Југотон) и Пљачка стољећа / Загреб је хладан град (Југотон)
- 1983. - Ти зрачиш зраке / Ми нисмо сами (Југотон) и Боје су у нама / Истина пише не зиду (Југотон)